# DKW SM
Die DKW SM (Stahlmodell) ist ein Motorrad der Zschopauer Motorenwerke J. S. Rasmussen.

## Technik
Die DKW SM wurde parallel zur ZM (Zschopauer Modell) gebaut. Der Rahmen aus Blechpressteilen war neu konstruiert. Der markante, aus zwei Hälften verschweißten Hauptträger mit integriertem Tank lief vom Steuerrohr bis zur Hinterradnabe durch. Der vordere Rahmenprofilträger zur Motorhalterung war mit dem Hauptträger verschraubt und der Hohlraum diente gleichzeitig als Auspufftopf.
Der Motor mit Zweiganggetriebe mit Handschaltung, Korkscheibenkupplung und Kickstarter mit außenliegendem Ratschenmechanismus ist der gleiche wie bei der ZM. Es konnte zwischen vier verschiedenen Hubraumvarianten gewählt werden. Ein Riemen übertrug die Kraft auf das Hinterrad. Im Laufe der nur zwei Jahre währenden Produktion wurden diverse unterschiedliche Lenker samt unterschiedlichen Bowdenzugbetätigungen (nach außen laufende Hebel oder Innenzughebel) eingesetzt. Wegen konstruktiver Schwächen des Rahmens kam es vermehrt zu Rissbildungen bis zu Brüchen und lecken Tanks. Aufgrund dessen wurde diese Bauart nicht weiterverfolgt und die Produktion nach rund 1000 Exemplaren eingestellt.
|                       | Hubraumvarianten                                              | Hubraumvarianten                                              | Hubraumvarianten                                              | Hubraumvarianten                                              |
| 169,6 cm³             | 175 cm³                                                       | 181 cm³                                                       | 205,9 cm³                                                     |                                                               |
| --------------------- | ------------------------------------------------------------- | ------------------------------------------------------------- | ------------------------------------------------------------- | ------------------------------------------------------------- |
| Motor                 | gebläsegekühlter Einzylinder-Zweitaktmotor, Kickstarter       | gebläsegekühlter Einzylinder-Zweitaktmotor, Kickstarter       | gebläsegekühlter Einzylinder-Zweitaktmotor, Kickstarter       | gebläsegekühlter Einzylinder-Zweitaktmotor, Kickstarter       |
| Steuerung             | Schlitzsteuerung                                              | Schlitzsteuerung                                              | Schlitzsteuerung                                              | Schlitzsteuerung                                              |
| Ladungswechsel        | Querstromspülung                                              | Querstromspülung                                              | Querstromspülung                                              | Querstromspülung                                              |
| Bohrung × Hub         | 60 × 60 mm                                                    | 59 × 64 mm                                                    | 60 × 64 mm                                                    | 64 × 64 mm                                                    |
| Nennleistung          | 2,5 PS (1,8 kW)                                               | 3 PS (2,2 kW)                                                 | 3,25 PS (2,4 kW)                                              | 3,5 PS (2,6 kW)                                               |
| Vergaser              | Framo, Adria                                                  | Framo, Adria                                                  | Framo, Adria                                                  | Framo, Adria                                                  |
| Schmierung            | Zweitaktgemisch 1 : 10                                        | Zweitaktgemisch 1 : 10                                        | Zweitaktgemisch 1 : 10                                        | Zweitaktgemisch 1 : 10                                        |
| Getriebe              | 2-Gang-Getriebe mit Zahnrädern im Kurbelgehäuse (a)           | 2-Gang-Getriebe mit Zahnrädern im Kurbelgehäuse (a)           | 2-Gang-Getriebe mit Zahnrädern im Kurbelgehäuse (a)           | 2-Gang-Getriebe mit Zahnrädern im Kurbelgehäuse (a)           |
| Endantrieb            | Riemen                                                        | Riemen                                                        | Riemen                                                        | Riemen                                                        |
| Rahmenbauart          | Blechpressteile, geschweißt                                   | Blechpressteile, geschweißt                                   | Blechpressteile, geschweißt                                   | Blechpressteile, geschweißt                                   |
| Radstand              | 1331 mm                                                       | 1331 mm                                                       | 1331 mm                                                       | 1331 mm                                                       |
| Sitzhöhe              | 840 mm                                                        | 840 mm                                                        | 840 mm                                                        | 840 mm                                                        |
| Radaufhängung vorn    | Pendelgabel                                                   | Pendelgabel                                                   | Pendelgabel                                                   | Pendelgabel                                                   |
| Radaufhängung hinten  | Starrrahmen                                                   | Starrrahmen                                                   | Starrrahmen                                                   | Starrrahmen                                                   |
| Bremsen               | Band- und Klotzbremse hinten; oder Bremsnaben vorn und hinten | Band- und Klotzbremse hinten; oder Bremsnaben vorn und hinten | Band- und Klotzbremse hinten; oder Bremsnaben vorn und hinten | Band- und Klotzbremse hinten; oder Bremsnaben vorn und hinten |
| Leergewicht           | 80 kg                                                         | 80 kg                                                         | 80 kg                                                         | 80 kg                                                         |
| Höchstgeschwindigkeit | k. A.                                                         | k. A.                                                         | k. A.                                                         | 65 km/h                                                       |